# 後門角
後門角（英語：Karamete Point），是南極洲的海岬，位於毛德皇后地的哈拉爾王子海岸，處於北後門岩以東的里瑟-拉森半島東部，由日本探險隊命名，現時由南極條約體系管理。

## 外部連結
- . . United States Geological Survey.   [2013-04-13].
- 本条目引用的公有领域材料来自美国地质调查局的文档《後門角》 （資料來自地名信息系统）。

69°9′S 35°26′E / 69.150°S 35.433°E